# Phyllostegia renovans
Phyllostegia renovans är en kransblommig växtart som beskrevs av Warren Lambert Wagner. Phyllostegia renovans ingår i släktet Phyllostegia och familjen kransblommiga växter. Inga underarter finns listade i Catalogue of Life.

## Bildgalleri

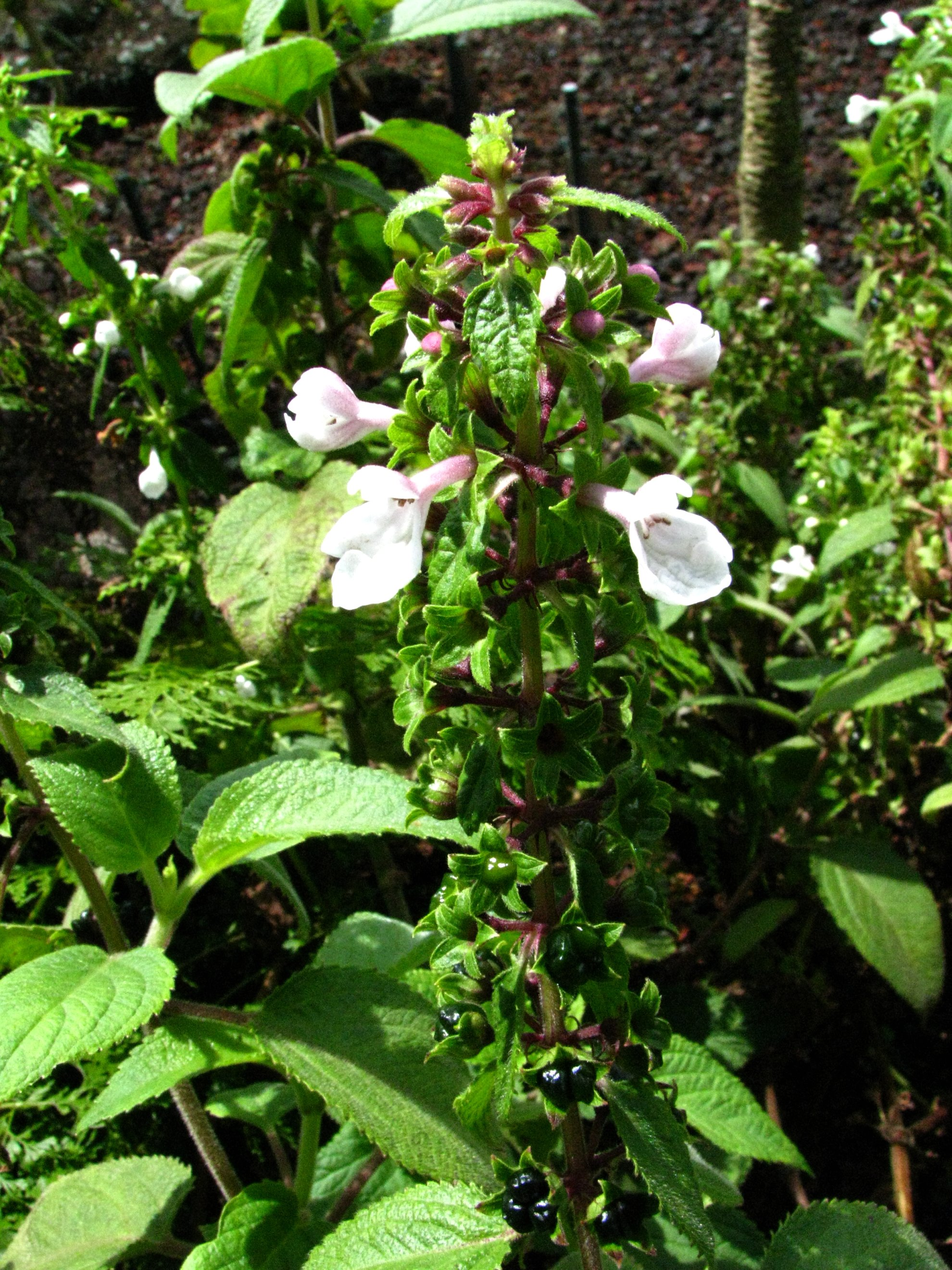
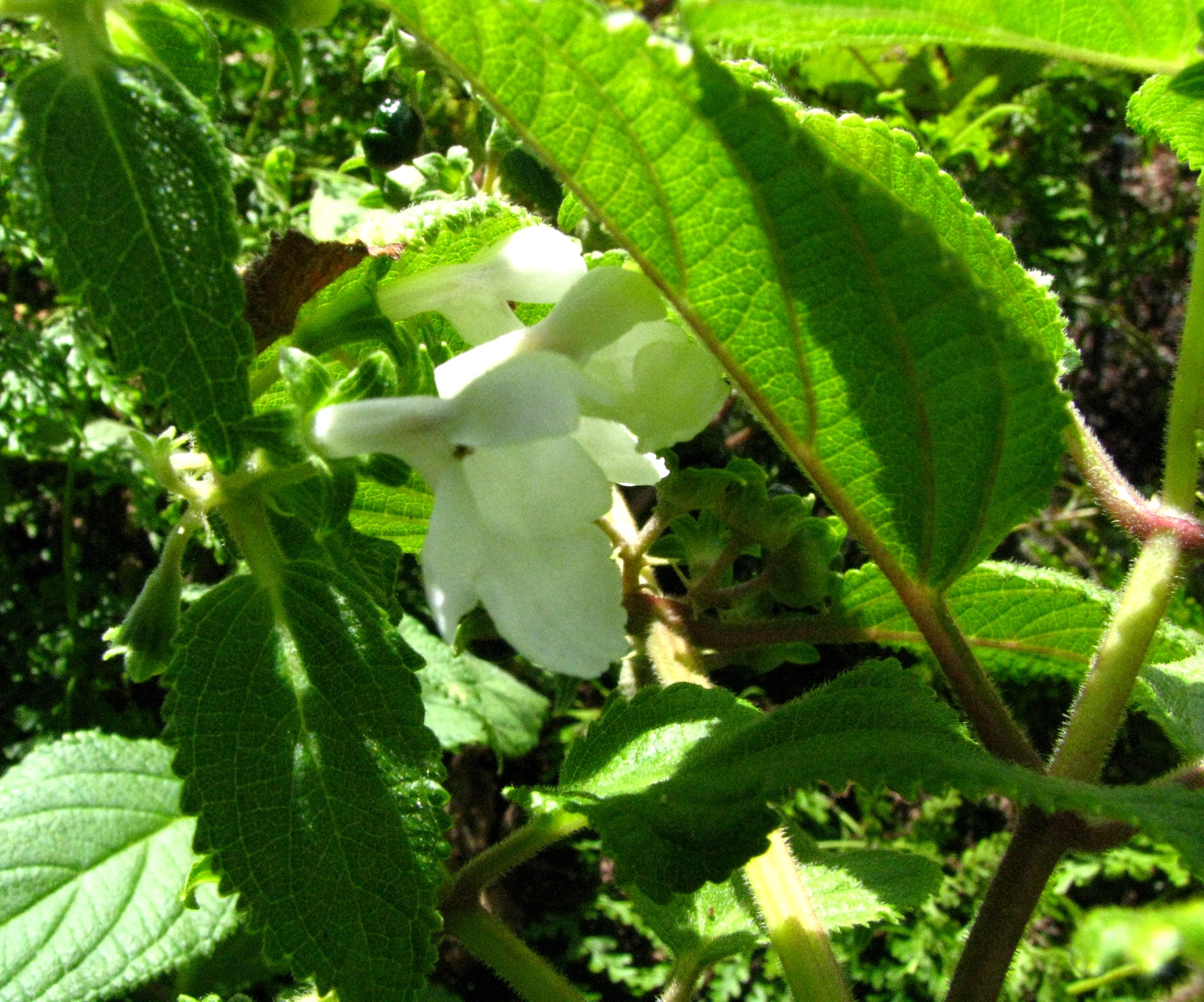
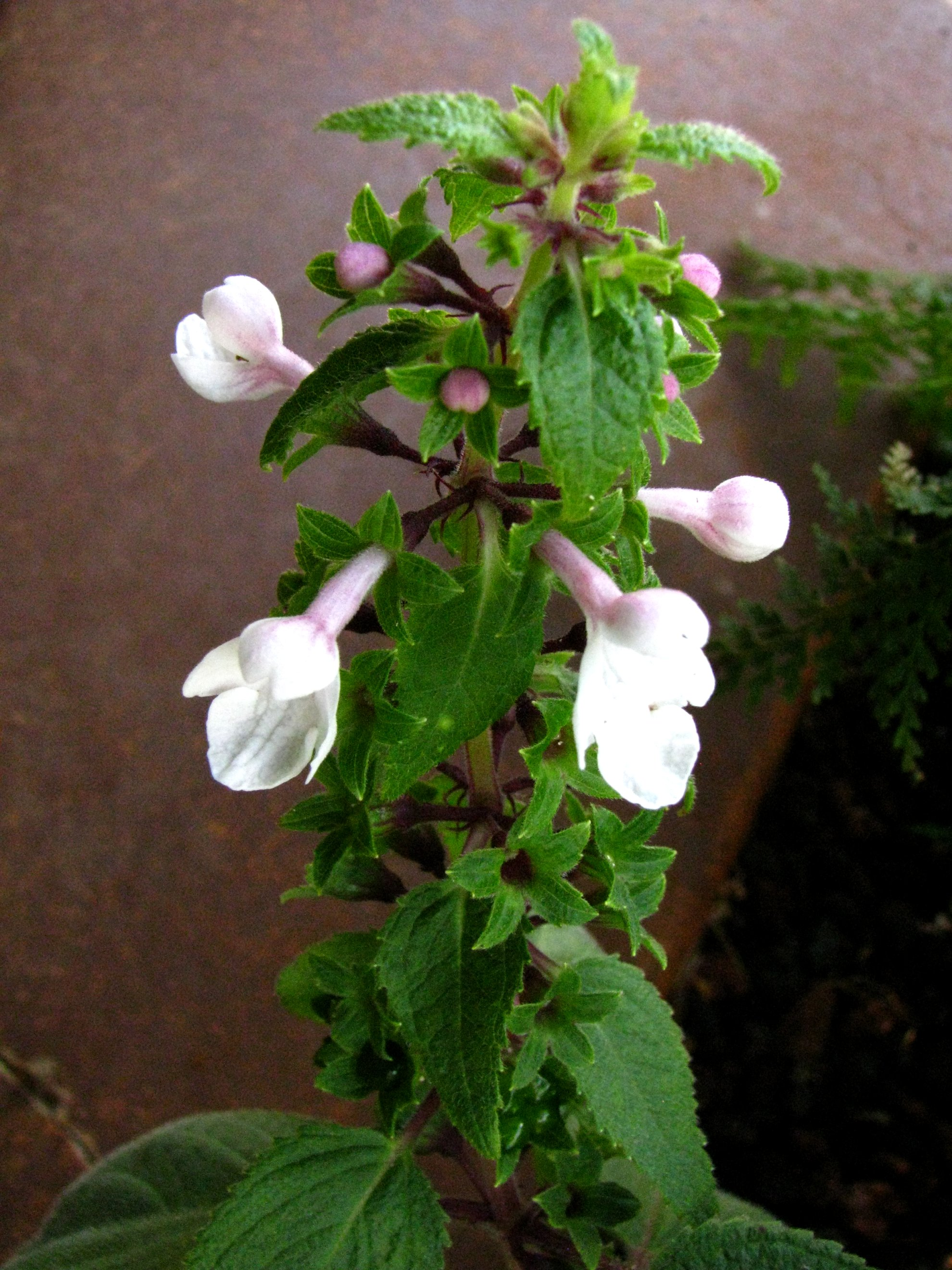